# Sumitomo Metals Football Club 1991-1992
Questa voce raccoglie le informazioni riguardanti il Sumitomo Metals Football Club nelle competizioni ufficiali della stagione 1991-1992.

## Stagione
Potenziato nell'organico grazie all'acquisto di Zico, il Sumitomo Metals concluse il campionato al secondo posto ottenendo e accettando, al termine della stagione, l'iscrizione alla neocostituita Japan Professional Football League a regime professionistico.

## Maglie e sponsor
Viene confermato lo sponsor tecnico Adidas, che introduce delle rifiniture rosse. Viene soppressa la scritta "Sumitomo Metals" sulla parte anteriore della maglia, in favore di un simbolo raffigurante un uccello in maglia azzurra
| Manica sinistra · Manica sinistra · Maglietta · Maglietta · Manica destra · Manica destra · Pantaloncini · Pantaloncini · Calzettoni · Calzettoni |

## Rosa
| N. |                     | Ruolo | Calciatore         |
| -- | ------------------- | ----- | ------------------ |
| 1  | Giappone (bandiera) | P     | Shojiro Sakashita  |
| 2  | Giappone (bandiera) | D     | Hidenori Yokoyama  |
| 3  | Giappone (bandiera) | C     | Hiroshi Soejima    |
| 4  | Giappone (bandiera) | D     | Tsukasa Iguchi     |
| 5  | Giappone (bandiera) | D     | Shunzō Ōno         |
| 6  | Giappone (bandiera) | C     | Masahiro Kamohara  |
| 7  | Giappone (bandiera) | C     | Osamu Morishima    |
| 8  | Giappone (bandiera) | C     | Makoto Teguramori  |
| 9  | Giappone (bandiera) | A     | Joko Emoto         |
| 10 | Brasile (bandiera)  | C     | Zico               |
| 11 | Giappone (bandiera) | A     | Toshihiko Chaya    |
| 12 | Giappone (bandiera) | D     | Takahiro Suzuki    |
| 13 | Giappone (bandiera) | A     | Hiroshi Teguramori |
| 14 | Giappone (bandiera) | C     | Yuman Jo           |
| 15 | Giappone (bandiera) | D     | Makoto Sugiyama    |
| 16 | Giappone (bandiera) | D     | Eiji Gaya          |
| 17 | Giappone (bandiera) | D     | Toshiaki Okutomo   |
| 18 | Giappone (bandiera) | D     | Takahiro Kawaji    |

| N. |                     | Ruolo | Calciatore           |
| -- | ------------------- | ----- | -------------------- |
| 19 | Giappone (bandiera) | D     | Hideki Asajima       |
| 20 | Giappone (bandiera) | D     | Masatada Ishii       |
| 21 | Giappone (bandiera) | P     | Yohei Sato           |
| 22 | Giappone (bandiera) | A     | Katsuhiro Yamaki     |
| 23 | Giappone (bandiera) | A     | Yasuo Manaka         |
| 24 | Giappone (bandiera) | C     | Hirotsugu Hokari     |
| 25 | Giappone (bandiera) | C     | Masayoshi Hirano     |
| 26 | Brasile (bandiera)  | A     | Milton               |
| 27 | Giappone (bandiera) | D     | Kenji Ōba            |
| 28 | Brasile (bandiera)  | A     | Jonas Siqueira Silva |
| 29 | Giappone (bandiera) | D     | Seiichi Negishi      |
| 30 | Giappone (bandiera) | A     | Ken Kakita           |
| 31 | Giappone (bandiera) | P     | Ken Sato             |
| 32 | Giappone (bandiera) | A     | Kenji Okamoto        |
| 33 | Giappone (bandiera) | D     | Yoshikazu Fujimoto   |
| 34 | Giappone (bandiera) | C     | Yuji Yamazaki        |
| 35 | Giappone (bandiera) | A     | Nobuyo Fujishiro     |
| 36 | Giappone (bandiera) | D     | Masami Akazawa       |

## Statistiche

### Statistiche di squadra
| Competizione   | Punti | Totale | Totale | Totale | Totale | Totale | Totale | DR  |
| Competizione   | Punti | G      | V      | N      | P      | Gf     | Gs     | DR  |
| -------------- | ----- | ------ | ------ | ------ | ------ | ------ | ------ | --- |
| JSL Division 1 | 65    | 30     | 21     | 2      | 7      | 66     | 24     | +42 |
| JSL Cup        | -     | 2      | 1      | 0      | 1      | 4      | 5      | -1  |
| Totale         | -     | 32     | 22     | 2      | 8      | 70     | 26     | +44 |